# Aeronautica Umbra AUT.18
Die Aeronautica Umbra AUT 18 war ein italienischer Jagdflugzeugprototyp von 1939.

## Geschichte
Entwickelt wurde die AUT 18 bei Aeronautica Umbra S.A. in Foligno vom Ingenieur Felice Trojani. Trojani hatte vorher bei Umberto Nobile bei dessen Arktis-Flügen mit dem Luftschiff Norge mitgewirkt.
Die Aeronautica Umbra S.A. produzierte ab 1935 verschiedene italienische Flugzeuge für andere Hersteller, wie beispielsweise die Savoia-Marchetti SM.79, Savoia-Marchetti SM.81 und Savoia-Marchetti SM.84. Ab 1936 suchte die italienische Luftwaffe Regia Aeronautica einen Nachfolger für die veraltete Fiat CR.32 und Trojani nahm mit seinem Prototyp AUT 18 an dieser Ausschreibung teil.
Die AUT 18 war ein Ganzmetall-Tiefdecker, dessen Außenhaut aus Duraluminium bestand. Der Prototyp erhielt das Kennzeichen MM.363. Er besaß einen 1044 PS leistenden 18-Zylinder-Doppelsternmotor Fiat A.80 R.C.41. Seine Bewaffnung bestand aus zwei in den Tragflächen eingesetzten 12,7-mm-MGs Breda-SAFAT, was für damalige italienische Jäger ungewöhnlich war, da deren MGs bisher im Rumpf eingebaut wurden.
Der Prototyp flog erstmals am 22. Juli 1939 auf dem Flughafen Guidonia in der Region Latium. Dies war viel später als die Konkurrenzflugzeuge Macchi MC.200, Reggiane Re.2000 und Fiat G.50. Das Flugzeug wurde dann weiteren Modifikationen am Motor unterzogen und flog 1940 weitere Tests.
Es kam nie zur Serienproduktion; als Gründe wurden neben der späten Lieferung auch politische Manöver vermutet. Der Prototyp der AUT 18 wurde trotzdem am 5. November 1940 ausgeliefert. Über das Schicksal der Maschine ist wenig bekannt. Trojani glaubte, die Maschine wäre für Tests nach Deutschland überstellt worden, andere meinen, die Maschine sei bei einem Angriff auf die Stadt Orvieto zerstört worden.

## Technische Daten
| Kenngröße             | Daten                                                                    |
| --------------------- | ------------------------------------------------------------------------ |
| Besatzung             | 1                                                                        |
| Länge                 | 8,56 m                                                                   |
| Spannweite            | 12,50 m                                                                  |
| Höhe                  | 2,88 m                                                                   |
| Flügelfläche          | 18,70 m²                                                                 |
| Flügelstreckung       | 8,4                                                                      |
| Leermasse             | 2320 kg                                                                  |
| max. Startmasse       | 2975 kg                                                                  |
| Höchstgeschwindigkeit | 480 km/h in 5.000 m Höhe                                                 |
| Dienstgipfelhöhe      | 10.000 m                                                                 |
| Reichweite            | 800 km                                                                   |
| Triebwerke            | 1 × 18-Zylinder-Doppelsternmotor Fiat A.80 R.C.41, 1.044 PS (ca. 770 kW) |
| Bewaffnung            | 2 × 12,7-mm-MGs Breda-SAFAT                                              |